# Die Höhle der Löwen
Die Höhle der Löwen (z niem. Jaskinia lwów) – niemiecki serial z gatunku reality show emitowany od sierpnia 2014 roku przez stację telewizyjną VOX. Jest on realizowany na podstawie serialu Dragons’ Den, który na podobnej zasadzie jest produkowany przez Sony Pictures Television. Die Höhle der Löwen jest emitowany co tydzień w każdy wtorek.
W trakcie programu występują założyciele startupów prezentujący swoje pomysły i koncepcje biznesowe „lwom” i oferujący udziały w przedsiębiorstwie w zamian za potrzebną na inwestycję kwotę pieniężną. „Lwami” są znani inwestorzy, którzy inwestują pieniądze w przedsiębiorstwach uczestników programu, a także wspierają ich poprzez posiadaną sieć sprzedaży, marketing, czy też know-how. Poszczególne pomysły prezentowane w każdym z odcinków nie są ze sobą związane i mogą mieć odmienną tematykę. Nie wszystkie nagrane fragmenty są emitowane na antenie.
19 sierpnia 2014 roku rozpoczęła się transmisja pierwszej edycji w telewizji VOX. Jako „lwy” zostali wybrani: Lencke Steiner, Judith Williams, Vural Öger, Jochen Schweizer i Frank Thelen.
Ze względu na entuzjastyczne przyjęcie przez publiczność pierwszej edycji, 18 sierpnia 2015 rozpoczęto emisję kolejnej edycji. Skład załogi „lwów” pozostał bez zmian.
1 stycznia 2016 miał miejsce jubileuszowy odcinek programu. Znalazły się w nim najbardziej szalone pomysły, najbardziej spektakularne oferty i najlepsze sceny z I i II edycji.
Już podczas drugiej edycji VOX ogłaszał produkcję trzeciej pierwszej edycji. Na początku 2016 roku wiadomo było, że dwa lwy nie będą obecne w III edycji: Vural Öger po upadłości swojego biura podróży oraz Lencke Steiner ze względu na duże zaangażowanie w karierę polityczną. 17 stycznia 2016 Karsten Maschmeyer został wybrany jako następca Vorala Ögera i specjalnie do udziału w programie założył spółkę inwestycyjną. Jako następca Lencke Steiner wybrany został przedsiębiorca Ralph Dümmel.
Zdjęcia do trzeciej edycji rozpoczęły się w lutym 2016 roku, a pierwszy odcinek wyemitowano 23 sierpnia 2016 r. Od 20 września 2016 roku po raz pierwszy oglądalność przekroczyła 3 mln widzów, pobijając rekord oglądalności w gatunku show w Niemczech.
12 stycznia 2016 roku telewizja VOX złożyła zamówienie na czwartą edycję programu. Na początku listopada 2016 roku okazało się, że Jochen Schweizer nie będzie uczestniczył w kolejnych edycjach programu. Decyzja ta była związana z zaangażowaniem w budowę Jochen-Schweizer-Arena. Jako następca została wybrana deputowana do Bundestagu Dagmar Wöhrl. Wöhrl jest właścicielką sieci hoteli oraz domów mody.
Czwarta edycja została nagrana wiosną 2017 roku i weszła 5 września na ekrany. W co drugim odcinku Georg Kofler tymczasowo zastępował Judith Williams.

## Uczestnicy
| 1 edycja         | 2 edycja         | 3 edycja           | 4 edycja           | 5 edycja           | 6 edycja           | 7 edycja           |
| ---------------- | ---------------- | ------------------ | ------------------ | ------------------ | ------------------ | ------------------ |
| Frank Thelen     |                  |                    |                    |                    |                    |                    |
| Judith Williams  |                  |                    |                    |                    |                    |                    |
| Jochen Schweizer | Jochen Schweizer | Jochen Schweizer   | Dagmar Wöhrl       | Dagmar Wöhrl       | Dagmar Wöhrl       | Dagmar Wöhrl       |
| Vural Öger       | Vural Öger       | Karsten Maschmeyer | Karsten Maschmeyer | Karsten Maschmeyer | Karsten Maschmeyer | Karsten Maschmeyer |
| Lencke Steiner   | Lencke Steiner   | Ralf Dümmel        | Ralf Dümmel        | Ralf Dümmel        | Ralf Dümmel        | Ralf Dümmel        |
|                  |                  |                    |                    |                    | Nils Glagau        |                    |

W co drugim odcinku 4 edycji Judith Williams zastępowana była przez Georga Kofflera.